# STS-57
STS-57 (ang. Space Transportation System) – czwarta misja wahadłowca kosmicznego Endeavour i pięćdziesiąta szósta programu lotów wahadłowców.

## Załoga
źródło
- Ronald Grabe (4)*, dowódca
- Brian Duffy (2), pilot
- George Low (3), dowódca misji 1 (MS1)
- Nancy Sherlock (1), specjalista misji 2 (MS2)
- Peter „Jeff” Wisoff (1), specjalista misji 3 (MS3)
- Janice Voss (1), specjalista misji 4 (MS4)

*(liczba w nawiasie oznacza liczbę lotów odbytych przez każdego z astronautów)

## Parametry misji
źródło
- Masa:
  - startowa orbitera: 114 468 kg
  - lądującego orbitera: 110 855 kg
  - ładunku: wyniesionego na orbitę 8931 kg
  - sprowadzonego na Ziemię 13 120 kg

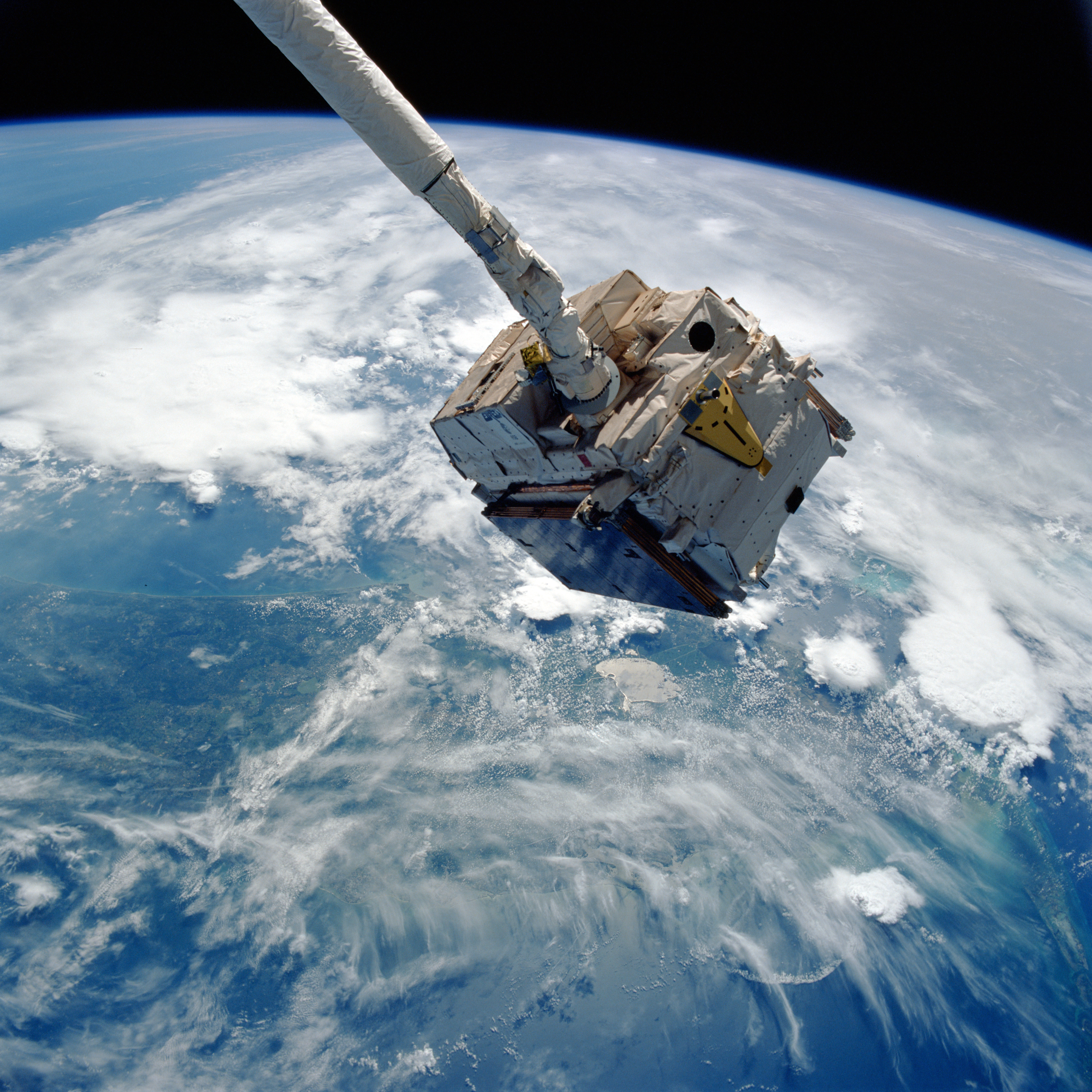
EURECA trzymany przez end effector manipulatora RMS

- Perygeum: 402 km
- Apogeum: 471 km
- Inklinacja: 28,5°
- Okres orbitalny: 93,3 min

## Cel i przebieg misji
Eksperymenty na pokładzie nowego laboratorium SpaceHab-RSM i dostarczenie na Ziemię satelity Eureca 1 (European Retrievable Carrier).
Podczas misji zrealizowano uczniowski projekt GeoCam w ramach programu Can Do. Uczniowie z Charleston Country School District przekazywali do astronautów instrukcje, jakie miejsca na Ziemi chcieliby sfotografować. Operatorem hermetycznie zamkniętego zestawu aparatów byli uczniowie znajdujący się w bazie powietrznej w Charleston. Zestaw obserwujący Ziemię składał się z czterech aparatów fotograficznych załadowanych tradycyjnymi filmami. Każdy pozwalał na wykonanie zdjęć, obejmujących jednorazowo obszar 181x124 kilometrów. W sumie uczniowie wytypowali 11 celów, a po wylądowaniu misji STS-57 filmy wywołano. Na podstawie zdjęć pustyni Nubia i Atakama zespół Can Do stworzył dodatkowe materiały edukacyjne. Po powodzeniu GeoCam projekt zmienił nazwę na KidSat, a kluczową rolę odegrała w nim pierwsza astronautka amerykańska – Sally Ride. Dzięki jej inicjatywie uczniowie mieli możliwość wykonania zdjęć podczas kolejnych misji wahadłowców: STS-76, STS-81 i STS-86. Następnie projekt działał jako EarthKAM podczas misji STS-89 i STS-99, kolejne sesje odbyły się na pokładzie ISS.

## Spacer kosmiczny
źródło
- David Low i Peter Wisoff – EVA

Początek EVA: 25 czerwca 1993
Koniec EVA: 25 czerwca 1993
Łączny czas trwania: 5 godz. 50 min